# ウクライナ大統領府
ウクライナ大統領府（ウクライナだいとうりょうふ、ウクライナ語: Офіс Президента України、旧称 ウクライナ語: Адміністрація Президента）は、ウクライナの大統領補佐機関である。
ウクライナ憲法第106条第28項に基づき、ウクライナ大統領が憲法に定められた権限を行使するにあたって行政、法律、諮問、報道、分析などの各方面から大統領を補佐するために設立された。

## 概要
1991年12月、ウクライナは独立を宣言し、初代大統領となったレオニード・クラフチュクは大統領諮問機関として12月13日に大統領府（ウクライナ語: Адміністрація Президента України）を設置した（なおウクライナ・ソビエト社会主義共和国が正式に消滅したのは1991年12月26日）。庁舎はキエフ市の中心部バーンコヴァ通り11番に設置された。
第2代大統領レオニード・クチマは2期の任期中に機関の名称を変えなかったが、ヴィクトル・ユシチェンコ大統領の下で2005年1月24日に組織はウクライナ憲法第106条28項に基づきСекретаріат Президента Україниに改称された。 
2010年2月25日、ヴィクトル・ヤヌコーヴィチ大統領は組織の名称をАдміністрація Президента Україниに戻した。
2019年6月20日ウォロディミル・ゼレンスキーは大統領令に署名し組織をОфіс Президента Україниに改組した。

## 歴代長官
| Секретар Адміністрації Президента України（大統領府長官） |      |                                |                                 |                                      |
| #                                                         | 画像 | 氏名                           | 任期                            | 大統領                               |
| 1                                                         |      | ミコラ・ホメンコ               | 1991年12月13日 – 1994年7月15日  | レオニード・クラフチュク             |
| Голова Адміністрації Президента України(大統領首席補佐官) |      |                                |                                 |                                      |
| #                                                         | 画像 | 氏名                           | 任期                            | 大統領                               |
| 1                                                         |      | ドミトロ・タバチニク           | 1994年7月21日 – 1996年12月10日  | レオニード・クチマ                   |
| 2                                                         |      | エウヘン・クシュナリョフ       | 1996年12月20日 – 1998年11月23日 | レオニード・クチマ                   |
| 3                                                         |      | ミコラ・ビロブロツキー         | 1998年11月25日 – 1999年11月22日 | レオニード・クチマ                   |
| 4                                                         |      | ヴォロディーミル・リトヴィン   | 1999年11月22日 – 2002年5月      | レオニード・クチマ                   |
| 5                                                         |      | ヴィクトル・メドヴェチュク     | 2002年6月12日 – 2005年1月21日   | レオニード・クチマ                   |
| Секретаріат Президента України（国務長官）                |      |                                |                                 |                                      |
| #                                                         | 画像 | 氏名                           | 任期                            | 大統領                               |
| 6                                                         |      | オレクサンドル・ジンチェンコ   | 2005年1月24日 – 2005年9月6日    | ヴィクトル・ユシチェンコ             |
| –                                                         |      | イヴァン・ヴァシニュク（代行） | 2005年9月6日 – 2005年9月7日     | ヴィクトル・ユシチェンコ             |
| 7                                                         |      | オレフ・ルィバチュク           | 2005年9月7日 – 2005年9月22日    | ヴィクトル・ユシチェンコ             |
| Державний секретар України(大統領首席補佐官)              |      |                                |                                 |                                      |
| #                                                         | 画像 | 氏名                           | 任期                            | 大統領                               |
| 7                                                         |      | オレフ・ルィバチュク           | 2005年9月22日 – 2006年9月15日   | ヴィクトル・ユシチェンコ             |
| 8                                                         |      | ヴィクトル・バローハ           | 2006年9月15日 – 2009年5月19日   | ヴィクトル・ユシチェンコ             |
| 9                                                         |      | ヴィラ・ウリヤンチェンコ       | 2009年5月19日 – 2010年2月24日   | ヴィクトル・ユシチェンコ             |
| Глава Адміністрації Президента України (大統領首席補佐官) |      |                                |                                 |                                      |
| #                                                         | 画像 | 氏名                           | 任期                            | 大統領                               |
| 10                                                        |      | セルヒー・リョヴォチキン       | 2010年2月25日 – 2014年1月17日   | ヴィクトル・ヤヌコーヴィチ           |
| 11                                                        |      | アンドリー・クリュエフ         | 2014年1月24日 – 2014年2月23日   |                                      |
| –                                                         |      | オレフ・ラファリスキー（代行） | 2014年2月26日 – 2014年3月5日    | オレクサンドル・トゥルチノフ（代行） |
| –                                                         |      | セルヒー・パシンスキー（代行） | 2014年3月5日 – 2014年6月10日    | オレクサンドル・トゥルチノフ（代行） |
| 12                                                        |      | ボリス・ロジキン               | 2014年6月10日 – 2016年8月29日   | ペトロ・ポロシェンコ                 |
| 13                                                        |      | イーホル・ライニン             | 2016年8月29日 – 2019年5月21日   | ペトロ・ポロシェンコ                 |
| Керівник Офісу Президента України（大統領府長官）         |      |                                |                                 |                                      |
| #                                                         | 画像 | 氏名                           | 任期                            | 大統領                               |
| 14                                                        |      | アンドリー・ボフダン           | 2019年5月21日 – 2020年2月11日   | ウォロディミル・ゼレンスキー         |
| 15                                                        |      | アンドリー・イェルマーク       | 2020年2月11日 – 現職            | ウォロディミル・ゼレンスキー         |